# Devon Gearhart
Devon Gearhart (Atlanta, 5 maggio 1995) è un attore statunitense.

## Carriera
Devon Gearhart è nato e cresciuto ad Atlanta, Georgia, ed ha iniziato a recitare all'età di sette anni in alcuni spot per Burger King, PBS, Pizza Hut e Cartoon Network.
Il suo debutto nel mondo cinematografico è avvenuto nel 2004 quando ottenne la parte per il ruolo del giovane Bobby in Bobby Jones - Genio del golf.
È apparso nel film televisivo The Brooke Ellison Story, diretto da Christopher Reeve e in Warm Spring, nel ruolo del figlio di Franklin Delano Roosevelt.
Inoltre ha recitato ne La vela strappata, nel ruolo del figlio di Marcia Gay Harden e di Joe Pantoliano, e in Dog Days of Summer, nel quale ha recitato al fianco di Will Patton e di Colin Ford.
Precedentemente, nel 2005, era stato ingaggiato per interpretare la parte di Jake nel film Little Men.
Ha ricoperto il ruolo del figlio di Naomi Watts e di Tim Roth nella pellicola Funny Games di Michael Haneke. È apparso anche nel film di Clint Eastwood Changeling.
Ha partecipato al film Il mistero della pietra magica diretto da Robert Rodríguez.
Per quanto riguarda la sua partecipazione televisiva, ha preso parte alle serie Lost e Law & Order - Unità vittime speciali, oltre che a numerosi show.

## Filmografia

### Cinema
- Bobby Jones - Genio del golf (Bobby Jones: Stroke of Genius), regia di Rowdy Herrington (2004)
- Little Men, regia di Trey Lineberger e Vincent Vittorio (2005)
- La vela strappata (Canvas), regia di Joseph Greco (2006)
- Dog Days of Summer, regia di Mark Freiburger (2007)
- Funny Games, regia di Michael Haneke (2007)
- Changeling, regia di Clint Eastwood (2008)
- Il mistero della pietra magica (Shorts), regia di Robert Rodriguez (2009)
- The Santa Monica 128, regia di Chris Vukasin - cortometraggio (2011)
- The Secret, regia di Kassey Cordova - cortometraggio (2012)
- The Power of Few - Il potere dei pochi (The Power of Few), regia di Leone Marucci (2013)
- The Wait, regia di M. Blash (2013)
- The Well, regia di Christian Baker - cortometraggio (2013)
- Séance, regia di Julien Magnat - cortometraggio (2014)
- Street Level, regia di David Labrava (2015)
- Name Escapes Me, regia di Humphrey Gibbs - cortometraggio (2018)

### Televisione
- The Brooke Ellison Story, regia di Christopher Reeve - film TV (2004)
- Franklin D. Roosevelt - Un uomo, un presidente (Warm Springs), regia di Joseph Sargent - film TV (2005)
- Weeds - serie TV, 1 episodio (2005)
- Lost - serie TV, 1 episodio (2009)
- Law & Order - Unità vittime speciali (Law & Order: Special Victims Unit) - serie TV, 1 episodio (2010)
- Full Circle - serie TV, 3 episodi (2013)
- Criminal Minds - serie TV, 1 episodio (2015)

### Doppiaggio
- Derby in famiglia (Kicking & Screaming), regia di Jesse Dylan - non accreditato  (2005)
- The Secret World - videogioco (2012)

## Doppiatori italiani
Nelle versioni in italiano delle opere in cui ha recitato, Devon Gearhart è stato doppiato da:
- Manuel Meli in La vela strappata, Criminal Minds
- Mattia Nissolino in Funny Games
- Furio Pergolani in Bobby Jones - Genio del golf